# Strada nazionale 105 Centrale Sicula
La strada nazionale 105 Centrale Sicula era una strada nazionale del Regno d'Italia, che congiungeva Santo Stefano di Camastra a Gela.
Venne istituita nel 1923 con il percorso "Dalla Marina di S. Stefano Camastra per Nicosia - Quadrivio della Misericordia presso Castrogiovanni - Piazza Armerina - Terranova di Sicilia".
Nel 1928, in seguito all'istituzione dell'Azienda Autonoma Statale della Strada (AASS) e alla contemporanea ridefinizione della rete stradale nazionale, il suo tracciato costituì per intero la strada statale 117 Centrale Sicula (da Santo Stefano di Camastra a Leonforte), parte della Strada statale 121 Catanese (da Leonforte a Enna) e la Strada statale 117 bis Centrale Sicula (da Enna a Gela)..